# Lina Kozomara
Lina Kozomara (* 21. Juli 2005) ist eine Schweizer Freestyle-Skierin. Sie ist auf die Disziplin Aerials (Springen) spezialisiert und gewann bei den Weltmeisterschaften 2025 die Mixed-Bronzemedaille.

## Biografie
Lina Kozomara bestritt im Alter von 14 Jahren in Mettmenstetten ihr erstes FIS-Springen. Nach längerer Pause kehrte sie ebendort drei Jahre später zum internationalen Wettkampfsport zurück. Im Dezember 2022 gab sie in Ruka ihr Europacup-Debüt. Im März 2024 gelang ihr als Vierte in Airolo erstmals ein Spitzenergebnis. Bei ihren ersten Juniorenweltmeisterschaften in Chiesa in Valmalenco belegte sie wenig später Rang elf. Bei der nächsten JWM-Austragung in Almaty wurde sie Zwölfte im Einzel und Fünfte mit dem Mixed-Team. Anfang März 2025 erreichte sie mit zwei dritten Rängen in Airolo ihre ersten beiden Europacup-Podestplätze. In der Disziplinenwertung wurde sie ebenfalls Dritte.
Ende März 2025 nahm Kozomara, ohne zuvor im Weltcup gestartet zu sein, erstmals an Weltmeisterschaften teil. An der Seite des amtierenden Einzelweltmeisters Noé Roth und Pirmin Werner gewann die 19-Jährige hinter den USA und der Ukraine die Bronzemedaille im Mixed-Wettbewerb.

## Erfolge

### Weltmeisterschaften
- Engadin 2025: 3. Aerials Mixed

### Europacup
- Saison 2024/25: 3. Aerials-Wertung
- 2 Podestplätze

### Juniorenweltmeisterschaften
- Chiesa in Valmalenco 2024: 11. Aerials
- Almaty 2025: 5. Aerials Mixed, 12. Aerials

### Weitere Erfolge
- 1 Sieg in einem FIS-Wettkampf